# Campionati africani di atletica leggera 1990
I Campionati africani di atletica leggera 1990 sono stati la 7ª edizione dei Campionati africani di atletica leggera. La manifestazione si è svolta dal 3 al 6 ottobre presso lo Stadio Internazionale del Cairo, in Egitto.
Per la terza volta Il Cairo ospita un'edizione dei campionati africani di atletica leggera.

## Medagliati

### Uomini
| Specialità | Oro                      | Prestazione | Argento                  | Prestazione | Bronzo                | Prestazione |
| Corse piane |                          |             |                          |             |                       |             |
| 100 m | Joseph Gikonyo           | 10"28       | Abdullahi Tetengi        | 10"36       | Charles-Louis Seck    | 10"38       |
| 200 m | Joseph Gikonyo           | 20"89       | Abdullahi Tetengi        | 21"01       | Sunday Bada           | 21"05       |
| 400 m | Samson Kitur             | 45"15       | David Kitur              | 46"13       | Sunday Bada           | 46"19       |
| 800 m | William Tanui            | 1'46"80     | Robert Kibet             | 1'47"15     | Desta Asgedom         | 1'47"38     |
| 1 500 m | Moses Kiptanui           | 3'39"51     | Abdelaziz Sahere         | 3'39"53     | David Kibet           | 3'41"49     |
| 5 000 m | Ezequiel Bitok           | 13'33"30    | Andrew Sambu             | 13'33"90    | Mohamed Issangar      | 13'34"37    |
| 10 000 m | Khalid Skah              | 28'31"10    | Andrew Sambu             | 28'31"50    | Addis Abebe           | 28'34"40    |
| Corse a ostacoli |                          |             |                          |             |                       |             |
| 110 hs | Moses Oyiki Orode        | 14"26       | Gideon Yego              | 14"39       | Judex Lefou           | 14"42       |
| 400 hs | Hamidou Mbaye            | 51"10       | Ahmed Abdel Halim Ghanem | 51"16       | Judex Lefou           | 51"41       |
| 3 000 siepi | Abdelaziz Sahere         | 8'33"58     | William Mutwol           | 8'34"03     | Bizuneh Yai Tura      | 8'56"14     |
| Prove su strada |                          |             |                          |             |                       |             |
| Maratona | Tesfaye Tafa             | 2h33'38"    | Belaye Wolashe           | 2h37'17"    | Negash Dube           | 2h49'42"    |
| Marcia 20 km | Shemsu Hassan            | 1h29'31"    | Abdelwahab Ferguène      | 1h31'00"    | Andrew Eyapan         | 1h32'24"    |
| Salti |                          |             |                          |             |                       |             |
| Salto in alto | Othmane Belfaa           | 2,16 m      | Samson Kebenei           | 2,13 m      | Khemraj Naiko         | 2,09 m      |
| Salto con l'asta | Ali Ziouani              | 4,90 m      | Kersley Gardenne         | 4,70 m      | Sid Ali Sabour        | 4,40 m      |
| Salto in lungo | Ayodele Aladefa          | 7,92 m      | Badara Mbengue           | 7,90 m      | Amos Rutere           | 7,55 m      |
| Salto triplo | Toussaint Rabenala       | 16,61 m     | James Sabulei            | 16,06 m     | Papa Ladji Konaté     | 15,81 m     |
| Lanci |                          |             |                          |             |                       |             |
| Getto del peso | Robert Welikhe           | 17,57 m     | Ahmed Kamel Shata        | 17,36 m     | Mohamed Ismail Muslem | 16,50 m     |
| Lancio del disco | Hassan Ahmed Hamad       | 55,80 m     | Dhia Kamel Ahmed         | 52,74 m     | Ikechukwu Chika       | 52,50 m     |
| Lancio del giavellotto | Fidèle Rakotonirina      | 69,50 m     | Pius Bazighe             | 68,80 m     | Justin Arop           | 67,76 m     |
| Lancio del martello | Sherif Farouk El Hennawi | 69,60 m     | Hassan Chahine           | 66,98 m     | Hakim Toumi           | 66,34 m     |
| Prove multiple |                          |             |                          |             |                       |             |
| Decathlon | Abdennacer Moumen        | 6 983 p.    | Tommy Ozono              | 6 869 p.    | Mourad Mahour Bacha   | 6 802 p.    |
| Staffette |                          |             |                          |             |                       |             |
| Staffetta 4×100 m | Nigeria                  | 39"85       | Senegal                  | 40"05       | Costa d'Avorio        | 40"24       |
| Staffetta 4×400 m | Nigeria                  | 3'04"77     | Marocco                  | 3'05"89     | Kenya                 | 3'06"88     |
| record mondiale; record mondiale stagionale; record africano; record dei campionati; record nazionale; record personale; record personale stagionale. |                          |             |                          |             |                       |             |

### Donne
| Specialità | Oro                | Prestazione | Argento            | Prestazione | Bronzo                   | Prestazione |
| Corse piane |                    |             |                    |             |                          |             |
| 100 m | Onyinye Chikezie   | 11"56       | Chioma Ajunwa      | 11"63       | Mary Tombiri             | 11"74       |
| 200 m | Fatima Yusuf       | 23"19       | Emily Odoemenam    | 23"59       | Helena Amoako            | 24"36       |
| 400 m | Fatima Yusuf       | 50"85       | Charity Opara      | 51"68       | Emily Odoemenam          | 53"30       |
| 800 m | Maria Mutola       | 2'13"54     | Edith Nakiyingi    | 2'14"00     | Zewde Haile Mariam       | 2'15"14     |
| 1 500 m | Maria Mutola       | 4'25"27     | Edith Nakiyingi    | 4'25"34     | Margaret Ngotho          | 4'27"14     |
| 3 000 m | Derartu Tulu       | 9'11"21     | Luchia Yishak      | 9'15"99     | Margaret Ngotho          | 9'16"41     |
| 10 000 m | Derartu Tulu       | 33'37"82    | Jane Ngotho        | 33'39"26    | Tigist Moreda            | 34'24"67    |
| Corse a ostacoli |                    |             |                    |             |                          |             |
| 100 hs | Diana Yankey       | 13"55       | Nezha Bidouane     | 13"70       | Mosun Adesina            | 13"85       |
| 400 hs | Nezha Bidouane     | 57"17       | Omolade Akinremi   | 57"97       | Omotayo Akinremi         | 58"83       |
| Prove su strada |                    |             |                    |             |                          |             |
| Marcia 5 000 m | Agnetha Chelimo    | 25'45"20    | Méryem Kouch       | 26'36"70    | Amani Mohamed Adel       | 27'11"60    |
| Salti |                    |             |                    |             |                          |             |
| Salto in alto | Lucienne N'Da      | 1,80 m      | Stella Agbaegbu    | 1,77 m      | Ifeanyi Aduba            | 1,68 m      |
| Salto in lungo | Chioma Ajunwa      | 6,13 m      | Stella Emefesi     | 5,79 m      | Nagwa Abd El Hay Riad    | 5,71 m      |
| Lanci |                    |             |                    |             |                          |             |
| Getto del peso | Hanan Ahmed Khaled | 15,21 m     | Elizabeth Olaba    | 14,26 m     | Fouzia Fatihi            | 14,12 m     |
| Lancio del disco | Zoubida Laayouni   | 53,10 m     | Hanan Ahmed Khaled | 49,90 m     | Elizabeth Olaba          | 45,04 m     |
| Lancio del giavellotto | Seraphina Nyauma   | 46,82 m     | Matilda Kisava     | 46,44 m     | Kate Nwani               | 45,44 m     |
| Prove multiple |                    |             |                    |             |                          |             |
| Eptathlon | Albertine Koutouan | 5 065 p.    | Huda Hashem Ismail | 4 716 p.    | Marie-Lourdes Ally Samba | 4 501 p.    |
| Staffette |                    |             |                    |             |                          |             |
| Staffetta 4×100 m | Nigeria            | 45"06       | Ghana              | 45"87       | Egitto                   | 46"79       |
| Staffetta 4×400 m | Nigeria            | 3'40"04     | Kenya              | 3'45"99     | Mauritius                | 3'46"94     |
| record mondiale; record mondiale stagionale; record africano; record dei campionati; record nazionale; record personale; record personale stagionale. |                    |             |                    |             |                          |             |

## Medagliere
| Posizione | Paese                                     | Oro | Argento | Bronzo | Totale |
| --------- | ----------------------------------------- | --- | ------- | ------ | ------ |
| 1         | Nigeria                                   | 10  | 10      | 9      | 29     |
| 2         | Kenya                                     | 9   | 9       | 7      | 25     |
| 3         | Marocco                                   | 6   | 5       | 2      | 13     |
| 4         | Repubblica Popolare Democratica d'Etiopia | 4   | 2       | 6      | 12     |
| 5         | Egitto                                    | 3   | 5       | 4      | 12     |
| 6         | Costa d'Avorio                            | 2   | 0       | 1      | 3      |
| 7         | Madagascar                                | 2   | 0       | 0      | 2      |
| 7         | Mozambico                                 | 2   | 0       | 0      | 2      |
| 9         | Senegal                                   | 1   | 2       | 2      | 5      |
| 10        | Algeria                                   | 1   | 1       | 3      | 5      |
| 11        | Ghana                                     | 1   | 1       | 1      | 3      |
| 12        | Tanzania                                  | 0   | 3       | 0      | 3      |
| 13        | Uganda                                    | 0   | 2       | 1      | 3      |
| 14        | Mauritius                                 | 0   | 1       | 5      | 6      |
| Totale    | Totale                                    | 41  | 41      | 41     | 123    |